# 제 도공
제 도공(齊悼公, ? ~ 기원전 485년, 재위 기원전 488년 ~ 기원전 485년)은 제나라의 제28대 후작이다. 이름은 양생(陽生)이다.

## 사적
아버지가 어린 아들 안유자 도를 태자로 삼으면서 여러 공자들을 쫓아내 내 땅으로 옮겼고, 아버지가 죽고 안유자가 임금이 되자 여러 공자들은 죽기 무서워 여러 나라로 달아났다. 공자 양생(후의 제 도공)은 노나라로 달아났다. 노나라 계강자는 자기 누이동생을 양생의 아내로 주었다.
안유자 원년(기원전 489년), 진걸이 안유자를 옹립한 국하와 고장을 모두 실각시키고, 노나라로 망명한 공자 양생을 불러왔다. 양생은 일이 어찌될지 몰라 아들 임(후의 제 간공)과 가신 감지를 노나라에 두고 갔다. 진걸이 대부들과 결맹하고 양생을 옹립하니 제 도공이다. 포목만은 반대했으나, 도공은 포목에게 빌어 동의를 얻어냈다. 즉위하고 나서 안유자의 사람들을 쫓아내고, 호희를 시켜 안유자를 뇌 땅으로 보내고 안유자의 모친 육사와 따로 안치시켰다. 또 주모를 시켜 유자를 태(駘)로 옮기게 했는데, 주모가 도중에 유자를 죽여 수모순(殳冒淳)에 묻었다.
도공은 계강자의 누이동생을 맞이하고자 사람을 보냈는데, 그가 계방후와 간통한 것을 계강자에게 말하자 계강자는 감히 보내지 못했다. 도공은 노했고, 도공 2년(기원전 487년)에 포목이 노나라로 쳐들어가 환(讙)과 천(闡) 땅을 빼앗았다. 또 오나라에 사신을 보내 함께 노나라를 치려 했다. 노나라는 주나라를 친 까닭에 오나라의 공격을 받았으므로, 주자를 본국으로 돌려보내고 제나라와 강화하고 계희를 제나라로 보내니 도공이 그를 총애해 환과 천 땅을 노나라에 돌려줬다.
제나라가 노나라와 화친했으므로 오나라에 출병을 사양하자, 오나라는 도리어 노나라와 손잡고 도공 4년(기원전 485년)에 노나라, 주나라, 담나라와 함께 제나라에 쳐들어와 식(鄎) 땅에 주둔했다. 이때 포자(鮑子)와 도공 사이가 나빴는데, 3월에 포자가 도공을 시해했다.

## 가정
- 제 경공 (아버지)
- ?
  - 제 도공
    - 제 간공 (아들)
    - 제 평공
- 예희 (서모)
  - 안유자 (아우)